# Евангелическая пятидесятническая миссия Анголы
Евангелическая пятидесятническая миссия Анголы (порт. Missão Evangélica Pentecostal de Angola, MEPA) — христианская пятидесятническая церковь в Анголе. В 2005 году церковь объединяла 75 тыс. прихожан в 300 общинах, расположенных по всей стране.
Евангелическая пятидесятническая миссия Анголы относится к пятидесятникам двух духовных благословений. Церковь является членом Всемирного пятидесятнического братства.
Штаб-квартира организации расположена в городе Порто-Амбоим, Южная Кванза.

## История
История церкви восходит к служению американских пятидесятнических миссионеров, прибывших в страну в 1950 году. Вскоре их деятельность была усилена сотрудниками португальских Ассамблей Бога. В 1974 году правительство Анголы официально признало церковь.
В 1977 году в пятью другими протестантскими церквами миссия создала Совет христианских церквей Анголы.
Церковь является одной из немногих пятидесятнических церквей, входящих во Всемирный Совет Церквей. Полноправным членом этой экуменической организации церковь стала в 1985 году. К этому времени движение объединяло 21 тыс. жителей Анголы.

## Вероучение и практика
В вероучении и культовой практике церковь разделяет основные пятидесятнические доктрины. Отличительной чертой богословия Евангелической пятидесятнической миссии Анголы является признание не двух, а пяти таинств: Вечери Господней, крещения (погружением), освящение брака и погребения.
Богослужения церкви проводятся ежедневно. Помимо духовного служения, церковь занимается широкой социальной деятельностью. Последняя включает программы в области образования, здравоохранения, сельского развития. Евангелическая пятидесятническая миссия Анголы выступает за установление в стране мира и справедливости, а также за соблюдение прав человека. Церковь участвует в программах по борьбе со СПИДом.